# Stenlille Sogn
Stenlille Sogn er et sogn i Ringsted-Sorø Provsti (Roskilde Stift).
I 1800-tallet var Stenlille Sogn, der hørte til Merløse Herred i Holbæk Amt, anneks til Stenmagle Sogn, der hørte til Alsted Herred i Sorø Amt. Trods annekteringen dannede de to sogne hver sin sognekommune. Ved kommunalreformen i 1970 gik både Stenlille og Stenmagle ind i Stenlille Kommune, der ved strukturreformen i 2007 blev indlemmet i Sorø Kommune.
I Stenlille Sogn ligger Stenlille Kirke.
I sognet findes følgende autoriserede stednavne:
- Bodal (bebyggelse)
- Galtebjerg (areal, bebyggelse)
- Havremark (bebyggelse)
- Langevad (bebyggelse)
- Lårup (bebyggelse, ejerlav)
- Magleø (bebyggelse)
- Møllegård (bebyggelse)
- Nordskov (bebyggelse)
- Nyledshuse (bebyggelse)
- Orebo (bebyggelse)
- Saltofte (bebyggelse, ejerlav)
- Saltofte Holme (bebyggelse)
- Sandlyng (bebyggelse, ejerlav)
- Skuerup (bebyggelse, ejerlav)
- Stenlille (bebyggelse, ejerlav)
- Sværdsholte (bebyggelse)
- Tjørntved (bebyggelse, ejerlav)
- Vibelyng (bebyggelse)